# 浄名院 (台東区)
浄名院（じょうみょういん）は、東京都台東区にある天台宗の寺院。

## 歴史
寛文6年（1666年）、圭海大僧都によって開山された。当院は寛永寺の塔頭であり、「寛永寺三十六坊」の1つである。江戸幕府4代将軍徳川家綱の生母の宝樹院の菩堤所でもあり、当初は「浄円院」という名称であった。享保8年（1723年）に「浄名院」に改称された。

## 八万四千体地蔵
当院は「八万四千体地蔵」の寺として知られている。これは1879年（明治12年）に当院第38世住職妙運大和尚が84,000体の地蔵菩薩像の建立を発願したのが起源である。寛永寺貫首（輪王寺宮）だった北白川宮能久親王を始め、華族や財閥なども賛同して多くの地蔵を奉納、これは現在まで続いている。
また明治初期の廃仏毀釈で富岡八幡宮の別当寺だった永代寺が廃寺になり、「江戸六地蔵」の一つだった地蔵も破壊されたため、現在では当院が建立した地蔵の1体を「江戸六地蔵第6番」と称するようになった

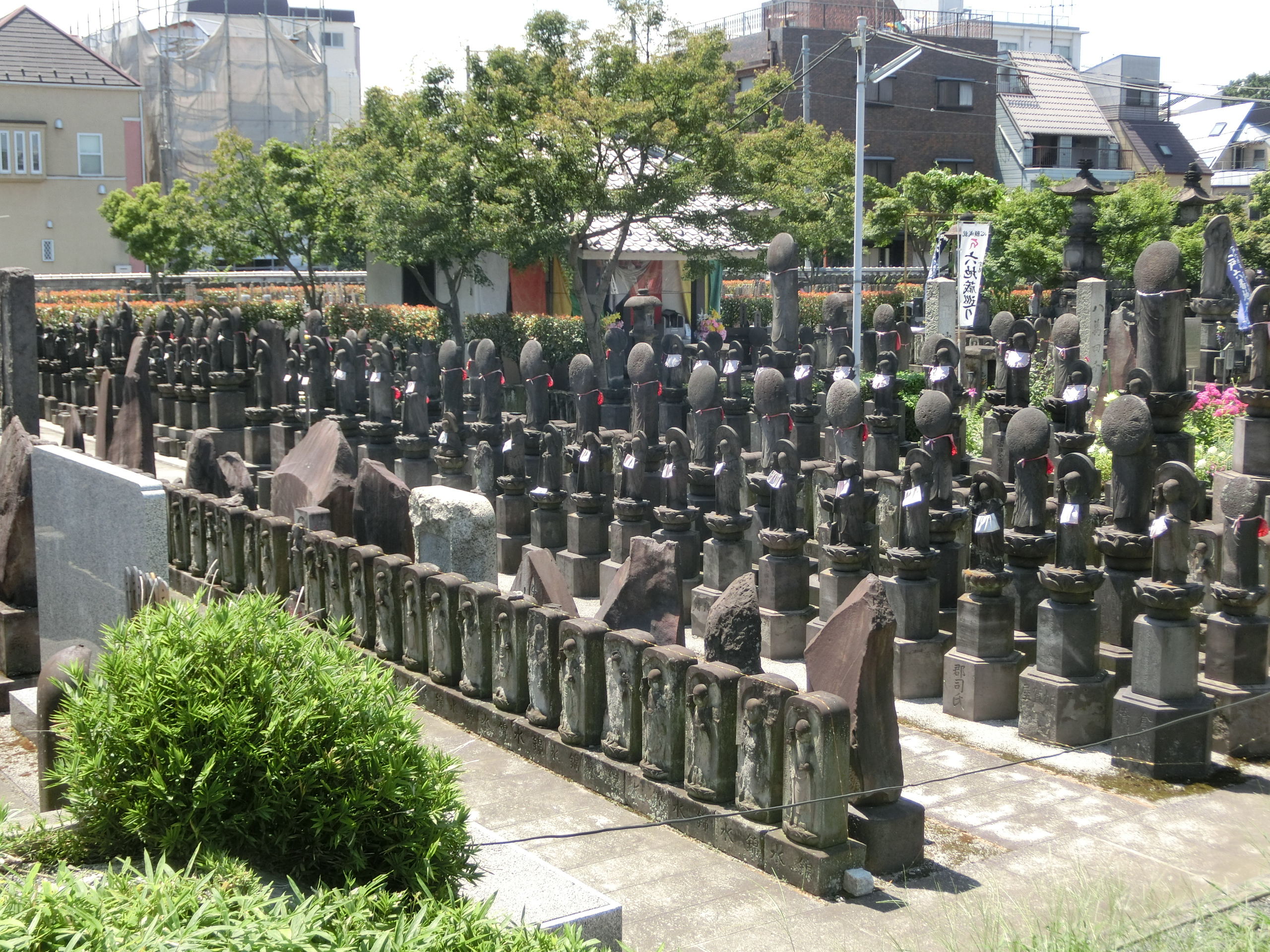
浄名院の地蔵群

## へちま寺
また別名の「へちま寺」としても知られている。喘息治癒の功徳があるとされ、旧暦8月15日に「へちま供養」が執り行われ、当日は多くの参詣者が訪れる。当院に墓地はなく、この「へちま供養」によって、経営が成り立っているという。

## 交通アクセス
- 日暮里駅より徒歩10分（経路案内）。
- 鴬谷駅より徒歩12分（経路案内）。